# Det Harboeske Enkefruekloster
Det Harboeske Enkefruekloster er en stiftelse i Stormgade i København, grundlagt i 1735 efter testamentarisk bestemmelse af gehejmerådinde Christine Harboe, født baronesse Fuiren (enke efter gehejmeråd Jens Harboe), samtidig med at hun testamenterede sin herregård Støvringgård i nærheden af Randers til adeligt jomfrukloster.

## Historie og arkitektur
Ejendommen i Stormgade er oprindeligt opført 1663-69 af landdrost Simon de Pethum. Christine Harboe (ca. 1682-1735) arvede den i 1708 efter sin mor Margrethe Eilersen (1648-1708), enke efter baron Diderik Fuiren (1656-1686). I forbindelse med omdannelsen til enkefruekloster blev den udvidet med to fag og forhøjet med én etage ved arkitekten Elias David Häusser, som også var arkitekt på det første Christiansborg. 1754-60 blev bygningen gennemgribende ombygget og udvidet ved arkitekten Lauritz de Thurah. Dermed fremstod den som to store volumener med mansardtage forbundet af en portbygning. Den sidste ombygning fandt sted ved C.F. Harsdorff i 1772 og betød, at de to bygninger nu blev kronet af et gennemgående mansardtag.
I 2009 kunne huset genåbnes efter en længere restaurering ved Realdania Byg A/S.
Den oprindelige fundats bestemte, at klostret skulle være fribolig for "13 fattige og gudfrygtige enker, hvis husbonder havde betient en eller anden af de Charger indført i de fem classer af den kongelige rangforordning". Siden er kriterierne blevet ændret til, at man i dag blot skal være enlig kvinde og bosiddende i København, men grundlæggende opfylder klostret fortsat sit oprindelige formål, som det har haft siden stiftelsen i 1735.
Klostret rummer en samling malerier af Christine Harboe og hendes slægt.